# Trịnh Vỉ
Công tử Vỉ (chữ Hán: 公子亹; trị vì: 695 TCN – 694 TCN), tên Vỉ (亹) hoặc Vỉ (斖), là vị vua thứ sáu của nước Trịnh – chư hầu nhà Chu trong lịch sử Trung Quốc. Dã xưng Tử Vỉ (子亹), Trịnh tử Vỉ (郑子亹).
Công tử Vỉ là con trai của Trịnh Trang công – vị vua thứ ba của nước Trịnh, em của Trịnh Chiêu công và Trịnh Lệ công – vua thứ 4 và thứ năm của nước Trịnh.

## Lên ngôi và bị hại
Tháng 10 năm 695 TCN, đại phu nước Trịnh là Cao Cừ Di vốn có hiềm khích với vua anh Trịnh Chiêu công, bèn nhân lúc Trịnh Chiêu công đi tế lễ sai người ám sát giết chết Trịnh Chiêu công. Người nước Trịnh muốn đón Trịnh Lệ công (cũng là anh của Trịnh Vỉ) về phục ngôi, nhưng Cao Cừ Di và Tế Trọng không nghe, lập công tử Vỉ lên làm vua.
Tháng 7 năm 694 TCN, Trịnh Vỉ lên ngôi được 7 tháng, Tề Tương công hội chư hầu ở đất Thủ Chỉ, triệu Trịnh Vỉ đến hội. Trịnh Vỉ định cùng Cao Cừ Di và Tế Trọng chuẩn bị đi sứ. Tế Trọng sợ Trịnh Lệ công từ đất Lịch đem quân về đánh, khuyên không nên đi nhưng ông không nghe, vì sợ nước Tề mạnh, sẽ thống suất chư hầu đến đánh mình. Tế Trọng sợ bị vạ lây, xưng bệnh không đi.
Trịnh Vỉ và Cao Cừ Di đến đất Thủ Chi, nhưng không chịu tạ vua Tề. Tề Tương công tức giận lén đặt phục binh, sai quân xông vào bắt Trịnh Vỉ và Cao Cừ Di. Để trị tội sát hại Trịnh Chiêu công, Tề Tương công giết chết ông và phanh thây Cao Cừ Di. Tế Trọng ở nước Trịnh nghe tin, lập em ông là công tử Anh đang ở nước Trần về nối ngôi.
Trịnh Vỉ chỉ ở ngôi được 7 tháng.